# 2017 aux Philippines
Cet article présente les faits marquants de l'année 2017 aux Philippines.

## Évènements
- 23 mai : bataille de Marawi ; le président Rodrigo Duterte proclame la loi martiale sur toute l'île de Mindanao.
- 1er juin : une fusillade dans un hôtel-casino à Manille fait 37 morts[1].
- 23 octobre : fin de la bataille de Marawi.
- 22 décembre : la tempête tropicale Tembin (en) fait plus de 180 morts, principalement à Mindanao[2].